# Vansö socken
Vansö socken i Södermanland ingick i Åkers härad och är sedan 1971 en del av Strängnäs kommun, från 2016 inom Vårfruberga distrikt.
Socknens areal är 22,80 kvadratkilometer, varav 22,67 land (efter att Tosterödelen utbrutits). 1953 fanns här 427 invånare. Tätorten och kyrkbyn Vansö kyrkby med sockenkyrkan Vansö kyrka ligger i socknen.

## Administrativ historik
Vansö socken har medeltida ursprung. 1952 överfördes till Aspö socken den mindre del (4 km2) av socknen som låg på Tosterön.
Vid kommunreformen 1862 övergick socknens ansvar för de kyrkliga frågorna till Vansö församling och för de borgerliga frågorna till Vansö landskommun. Landskommunen delades 1952 upp mellan Vårfruberga landskommun och Tosterö landskommun som båda 1971 uppgick i Strängnäs kommun. Församlingen uppgick 1998 i Vårfruberga församling som 2006 uppgick i Vårfruberga-Härads församling.
1 januari 2016 inrättades distriktet Vårfruberga, med samma omfattning som Vårfruberga församling hade 1999/2000 och fick 1998, och vari detta sockenområde ingår.
Socknen har tillhört län, fögderier, tingslag och domsagor enligt vad som beskrivs i artikeln Åkers härad.  De indelta soldaterna tillhörde Södermanlands regemente, Strängnäs kompani.

## Geografi
Vansö socken ligger närmast nordväst om Strängnäs på halvön Fogdön. Socknen är en odlingsbygd.

## Fornlämningar
Gravrösen och en sten med skålgropar är funna. Från järnåldern finns flera gravfält.

## Namnet
Namnet (1257 Wanseo) kommer från en nu landhöjd ö på Fogdön. Förleden är möjligen Vander, 'den besvärliga', den 'krokiga' syftande på en fjärd.